# Nason (Sipalwini)
Nason (auch: Amekan kondre) ist ein Dorf der Paramacca-Maroons im Distrikt Sipaliwini von Suriname. Das Dorf liegt auf einer Insel (Nason Tabiki) im Fluss Marowijne.

## Geographie
Der Ort liegt an einer Stelle, an der mehrere Inseln im Fluss liegen, neben dem gleichnamigen Nason Tabiki auch Rouga Tabiki (N) und Amékan Tabiki (S), welche bereits zu Französisch-Guyana gehört. Am Ostufer des Flusses, in Französisch-Guyana liegt der gleichnamige Ort Nasson. Auf dem Westufer besteht noch eine Landebahn für Flugzeuge (Nason Airfield).

## Geschichte
Das Dorf hieß ursprünglich Amekan Kondre nach dem Häuptling Amekan. Der heutige Name Nason bezieht sich auf die Nassau Mountains, die in der Entfernung sichtbar sind.
Missionare der Redemptoristen waren im Gebiet der Paramacca seit dem 19. Jahrhundert aktiv. 1938 gründeten sie die Anton Domici School und eine Bibliothek im Dorf. Weil die umliegenden Dörfer nur klein und isoliert waren, wurde die Schule als Internat gebaut. 1985 hatte das Internat 21 Betten. Eine Klinik wurde von der Organisation Medische Zending errichtet.
Vor dem Surinamese Interior War (1986–1992, Binnenlandse Oorlog) war Nason eine der größten Siedlungen des Stammes. Im Krieg unterstützten die Paramaccas das Jungle Commando, weshalb viele Einwohner nach Französisch-Guyana zogen. Das Internat und die Klinik wurden zerstört. Die Gebäude wurden seither wieder aufgebaut.
Der Haupterwerbszweig im Dorf ist Subsistenzwirtschaft und Goldsucherei.